# 9e Bureau politique du Parti communiste chinois

Le 9e Bureau politique du Parti communiste chinois est l'organe dirigeant principal du Parti communiste chinois, élu par le Comité central du Parti, lui-même élu par le 9e congrès national du Parti, en avril 1969. Il est remplacé par le 10e Bureau politique en août 1973.

## Histoire

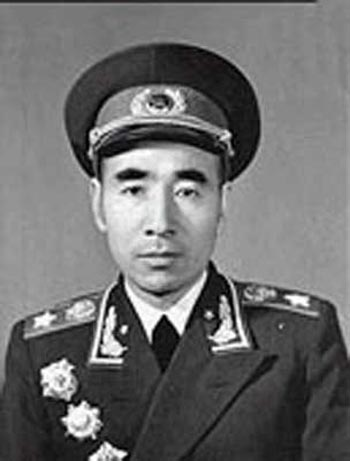
Le maréchal Lin Biao, désigné comme successeur officiel de Mao en 1969.

Un premier bilan de la révolution culturelle est tiré lors du 9e congrès du Parti communiste chinois, réunit à Pékin en avril 1969. Parmi les 1 512 délégués, les trois quarts appartiennent à l'Armée populaire de libération, la « gauche maoïste y joue un rôle prédominant ». Le Parti est confirmé dans son rôle dominant et la pensée de Mao Zedong est réintroduite comme le « fondement théorique du Parti ». Au sein du 9e Bureau politique, le successeur de Mao est désigné, en la personne de Lin Biao. Ce dernier, lors de son intervention, reprend les critiques contre les anciens dirigeants déchus et « célèbre la victoire de la révolution culturelle ».
Ce nouveau bureau politique est bien loin d'être uni. Trois factions s'y opposent, recevant chacune à leur tour le soutien de Mao :
- Lin Biao (le successeur officiel de Mao) avec son allié Chen Boda ;
- Zhou Enlai (le Premier ministre) avec le soutien des pragmatiques civils et militaires ;
- Jiang Qing (l’épouse de Mao) soutenue par le « groupe de Shanghaï » qui devient plus tard la bande des Quatre.
- Ces clans prennent tour à tour la direction du régime communiste jusqu'à la mort du Grand Timonier en 1976[3].

## Membres
1. Mao Zedong
2. Lin Biao

Par ordre de préséance
1. Chen Boda (secrétaire particulier de Mao, un soutien de Lin Biao)
2. Zhou Enlai
3. Kang Sheng

### Autres membres
Par ordre de préséance
1. Ye Qun (叶群) . Il s'agit de l'épouse de Lin Biao. Simon Leys considère que son accession au Bureau politique, avec comme seule raison d'être mariée à Lin Biao est la preuve de la « décadence du règime »[4].
2. Ye Jianying (叶剑英)
3. Liu Bocheng (刘伯承)
4. Jiang Qing (江青) (épouse de Mao et première femme (avec Ye Qun) à accéder au Bureau politique)
5. Zhu De (朱德)
6. Xu Shiyou (许世友)
7. Chen Boda (陈伯达)
8. Chen Xilian (陈锡联)
9. Li Xiannian (李先念)
10. Li Zuopeng (李作鹏)
11. Wu Faxian (吴法宪)
12. Zhang Chunqiao (张春桥)
13. Qiu Huizuo (邱会作)
14. Zhou Enlai (周恩来)
15. Yao Wenyuan (姚文元)
16. Kang Sheng (康生)
17. Huang Yongsheng (黄永胜)
18. Dong Biwu (董必武)
19. Xie Fuzhi (谢富治)

## Comité permanent du bureau politique
Par ordre de préséance
1. Ji Dengkui (纪登奎)
2. Li Xuefeng (李雪峰)
3. Li Desheng (李德生)
4. Wang Dongxing (汪东兴) (garde du corps de Mao, il dirige le régiment chargé de la protection du Grand Timonier. C'est lui qui, en 1976, arrête Jiang Qing et les membres de la bande des Quatre lors du coup d'État de Hua Guofeng en 1976)